# 丁房阙与无铭阙
30°16′55″N 108°03′04″E / 30.28194°N 108.05111°E
丁房阙与无铭阙位于中国重庆市忠县，均为东汉时期所建的阙。丁房阙原位于忠州镇人民路，㽏井溝無銘闕原位于㽏井乡佑溪村，因三峡水库的建设，两者现已搬迁至白公祠内，2001年6月25日列為第五批全國重點文物保護單位。
丁房阙双阙之间相距2.4米，东阙为子母阙，子阙无盖，总高6.26米；西阙无子阙，高5.55米。无铭阙原亦为双阙，约在唐宋间左阙倒塌，现仅存右阙，高5.66米。